# Museo Histórico de la Policía de Misiones
El Museo Histórico de la Policía de Misiones es un museo situado en la Jefatura de Policía en la ciudad de Posadas, en Argentina.

## Ubicación
Se encuentra ubicado en la intersección de las calles Félix de Azara y Tucumán, dentro de Las Cuatro Avenidas, en el centro de la ciudad.

## Historia y descripción
El museo funciona desde 1976 en la sede de la Jefatura de Policía. Posee armas antiguas y de colección, documentos, uniformes, fotografías y entre otros. La mayoría de las colecciones han sido donadas por policías retirados o sus familiares. Además, hay elementos legados por instituciones policiales de otras provincias y de países limítrofes.

## Exposición de cuadros
En la Jefatura se puede apreciar la colección completa de cuadros de Jefes de la Policía de Misiones.
Se encuentran las historias y fotografías de los primeros héroes como Eduardo Ramírez —conocido como Chaque Che—, que fue suboficial y sargento de policía de prolongada actuación en el centro-norte del Territorio Provincial de Misiones. También la de Venancio Cambeiro, que fue un oficial de policía de carrera y comisario de prolongada actuación a principios del siglo XX en la zona sur del entonces territorio nacional de Misiones ―hoy provincia de Misiones―, en Argentina.
En una época bravía, con precarios medios y a caballo, imponía orden a fuerza de valor y coraje.

## Turismo
Este museo forma parte de la Región del Sur es una subregión turística de la provincia de Misiones, Argentina.
Está integrada por los departamentos de Apóstoles, Capital, Candelaria, San Ignacio, Concepción y San Javier.